# Elezioni comunali in Basilicata del 1999
Le elezioni comunali in Basilicata del 1999 si tennero il 13 giugno (con ballottaggio il 27 giugno).

## Potenza

### Potenza
| Candidati                            | Candidati                 | II turno                | II turno                | I turno | I turno | Liste                              | Voti   | %     | Seggi |
| Candidati                            | Candidati                 | Voti                    | %                       | Voti    | %       | Liste                              | Voti   | %     | Seggi |
| ------------------------------------ | ------------------------- | ----------------------- | ----------------------- | ------- | ------- | ---------------------------------- | ------ | ----- | ----- |
|                                      | Gaetano Fierro ✔️ Sindaco | 19 473                  | 51,83                   | 10 811  | 24,87   | UDEUR                              | 7 411  | 18,08 | 7     |
|                                      | Prospero Bonito           | 18 096                  | 48,17                   | 21 484  | 49,41   | Partito Popolare Italiano          | 7 256  | 17,71 | 8     |
| Democratici di Sinistra              | Prospero Bonito           | 18 096                  | 48,17                   | 21 484  | 49,41   | 5 531                              | 13,50  | 6     |       |
| I Democratici                        | Prospero Bonito           | 18 096                  | 48,17                   | 21 484  | 49,41   | 3 058                              | 7,46   | 3     |       |
| Rinnovamento Italiano                | Prospero Bonito           | 18 096                  | 48,17                   | 21 484  | 49,41   | 2 705                              | 6,60   | 2     |       |
| Socialisti Democratici Italiani      | Prospero Bonito           | 18 096                  | 48,17                   | 21 484  | 49,41   | 2 081                              | 5,08   | 2     |       |
| Federazione dei Verdi                | Prospero Bonito           | 18 096                  | 48,17                   | 21 484  | 49,41   | 1 160                              | 2,83   | 1     |       |
| Partito della Rifondazione Comunista | Prospero Bonito           | 18 096                  | 48,17                   | 21 484  | 49,41   | 879                                | 2,14   | –     |       |
| Seggio di coalizione                 | Seggio di coalizione      | Seggio di coalizione    | 48,17                   | 21 484  | 49,41   | 1                                  |        |       |       |
|                                      | Gianfranco Blasi          | Gianfranco Blasi        | Gianfranco Blasi        | 10 478  | 24,10   | Forza Italia                       | 5 206  | 12,70 | 5     |
| Alleanza Nazionale                   | Gianfranco Blasi          | Gianfranco Blasi        | Gianfranco Blasi        | 10 478  | 24,10   | 2 948                              | 7,19   | 3     |       |
| Centro Cristiano Democratico         | Gianfranco Blasi          | Gianfranco Blasi        | Gianfranco Blasi        | 10 478  | 24,10   | 1 356                              | 3,31   | 1     |       |
| Patto Segni                          | Gianfranco Blasi          | Gianfranco Blasi        | Gianfranco Blasi        | 10 478  | 24,10   | 547                                | 1,33   | –     |       |
| Seggio di coalizione                 | Seggio di coalizione      | Seggio di coalizione    | Gianfranco Blasi        | 10 478  | 24,10   | 1                                  |        |       |       |
|                                      | Bonaventura Postiglione   | Bonaventura Postiglione | Bonaventura Postiglione | 434     | 1,00    | Nuovo Progetto                     | 632    | 1,54  | –     |
|                                      | Gianfranco Nardella       | Gianfranco Nardella     | Gianfranco Nardella     | 262     | 0,60    | Movimento Sociale Fiamma Tricolore | 211    | 0,51  | –     |
| Totale                               | Totale                    | 37 569                  | 100                     | 43 478  | 100     |                                    | 40 981 | 100   | 40    |
|                                      |                           |                         |                         |         |         |                                    |        |       |       |
| Fonte: Ministero dell'interno        |                           |                         |                         |         |         |                                    |        |       |       |